# Potentilla radiata
Potentilla radiata är en rosväxtart som beskrevs av Johann Georg Christian Lehmann. Potentilla radiata ingår i Fingerörtssläktet som ingår i familjen rosväxter. Inga underarter finns listade i Catalogue of Life.